# جان هاوارد (هنرپیشه آمریکایی)
جان هاوارد (انگلیسی: John Howard; ۱۴ آوریل ۱۹۱۳ – ۱۹ فوریهٔ ۱۹۹۵) هنرپیشه اهل ایالات متحده آمریکا بود.
از فیلم‌هایی که وی در آن نقش داشته‌است، می‌توان به داستان فیلادلفیا، آل کاپون، متکبرها و افق گمشده اشاره کرد.